# Angelo Delfino
Angelo Delfino (Ofena, 3 gennaio 1884 – Pescara, 8 giugno 1959) è stato un imprenditore italiano, il primo produttore che ha reso famosa verso il vasto pubblico la pasta abruzzese, con il marchio pasta Puritas.

## Origine
Nacque a Ofena il 3 gennaio 1884 da Antonio e Carmela Egizi. La famiglia Delfino, d'origine piemontese, vene trasferita a Castellammare Adriatico alla fine del XIX secolo, e citata nella storiografia locale come esponenti politici alla guida del comune talvolta con la qualifica di nobili dei conti per discendenza del ramo che ottenne il titolo sabaudo di conte (trasmissibile ai maschi primogeniti dal XVII secolo e a tutti i maschi dall'inizio del XVIII), come confermato al fratello Enzo nel 1946.

## Negli Stati Uniti
Angelo Delfino a neanche vent'anni, diplomato in chimica, lascia Castellammare e dopo avere perfezionato le sue conoscenze chimiche in Germania, emigra negli Stati Uniti, a New York. Qui, dopo avere lavorato in una fabbrica tessile, fonda un laboratorio per la colorazione dei tessuti, attivo con brevetti da lui elaborati, che poi diventa una piccola fortunata industria.
Si sposa il 21 aprile 1908 a New York con una connazionale, Clelia Daino, (di Pasquale e di Giacoma De Lucia) - nata a Napoli l'8 giugno 1889 - da cui ha tre figlie tutte nate a New York: Vera (1909-2004), Bellalma (1916-2004), Gertrude (1917-2013).
In venti anni di lavoro, Angelo raggiunge un notevole successo economico, ha modo di apprezzare e condividere i fondamenti liberali americani e la mobilità e possibilità di emergere, ha amici di diverse provenienze e religioni, in particolare ebrei. Di idee umanitarie e del tutto laiche, si inserisce in qualificati circoli, pur sempre nutrendo orgoglio italiano, durante la Prima Guerra Mondiale, da New York è presente nel sostegno agli ambienti interventisti americani, vicino ad ambienti del Partito Repubblicano (G.O.P.) e della libera muratoria; dopo la guerra, (1919) nel momento dell'impresa di D'Annunzio a Fiume (la famiglia D'Annunzio era tra le più note di Castellamare Adriatico), Angelo segue da New York con entusiasmo la Reggenza del Carnaro, raccogliendo un milione di lire che dagli Stati Uniti pervengono a Roma e vengono consegnati ad un emissario del Comandante (Colapietra 1980). Secondo Elisabetta Cicciola nel 1925 diventa massone del 32º grado nella Grande Oriente d'Italia (rito scozzese).

## Creazione dellaPuritas
Nonostante le figlie parlassero l'inglese assai più spesso dell'italiano e le sorelle della moglie, Clelia, si sentissero ormai americane, nel 1922 Angelo decide di “tornare a casa”, in quella piccola città in crescita, che successivamente (1927), su proposta di Gabriele D'Annunzio e Giacomo Acerbo, unendo i comuni di Castellammare e Pescara, diventa Pescara (nome del fiume che scorre in città). 
Di fronte al caos politico e sociale di quegli anni, appena tornato (primavera 1922), appoggia la stabilizzazione nazionale che sembrava promettere il governo Mussolini, finanziando, come altri della famiglia, il gruppo abruzzese che partecipò alla Marcia su Roma, guidato da Giacomo Acerbo (Colapietra 1980). 
Resterà amico intimo di Giacomo Acerbo, esponente moderato del PNF e massimo referente politico dell'Abruzzo.
A Pescara, insieme con i ritrovati fratelli, fonda una nuova impresa, Pastificio Moderno Fratelli Delfino, per la produzione della pasta, dove immette quasi tutto il patrimonio accumulato in venti anni di lavoro a New York,  un grande stabilimento che è il maggiore dell'Abruzzo e uno dei maggiori e più moderni d'Italia, adottando accorgimenti tecnici studiati da Angelo, tra cui una procedura di essiccazione della pasta. La materia prima veniva selezionata tra le migliori fonti americane; la produzione si segnala per la qualità e per la varietà dei formati, che viene notevolmente ampliata rispetto agli usi correnti. La società usa il marchio Puritas, con il quale la gamma dei prodotti diventa nota in tutta Italia ed anche all'estero. Anche il ramo della famiglia denominato Delfino Spiga detiene un significativo pastificio. 

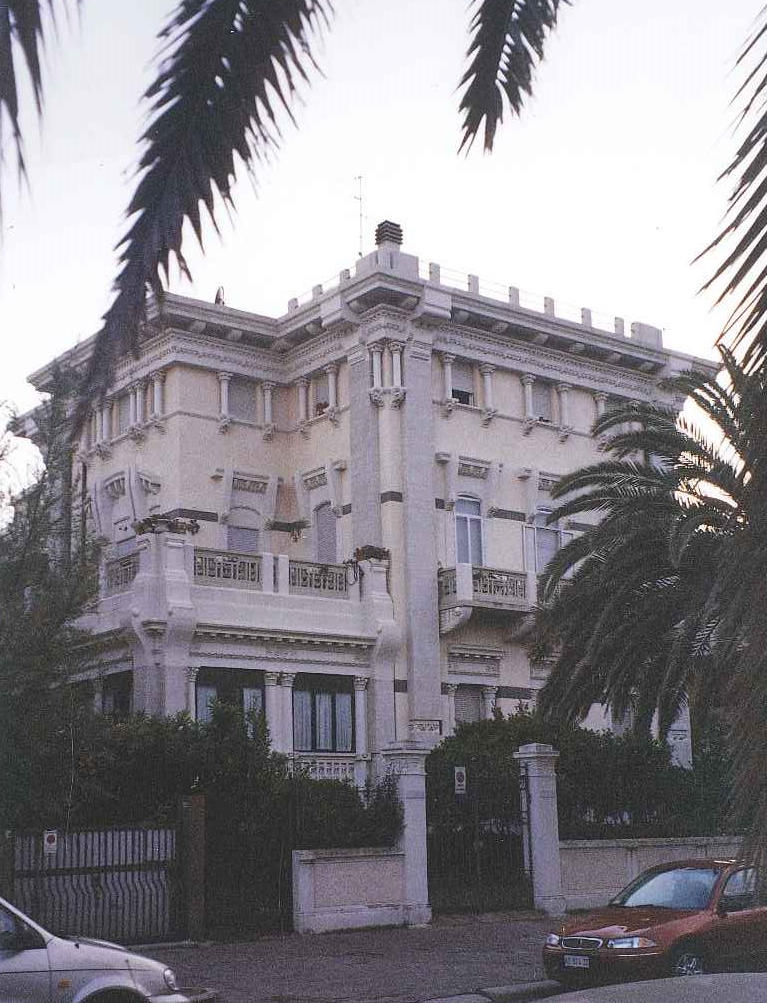
Villa Delfino, Pescara - Costruita per Angelo Delfino nel 1923 circa

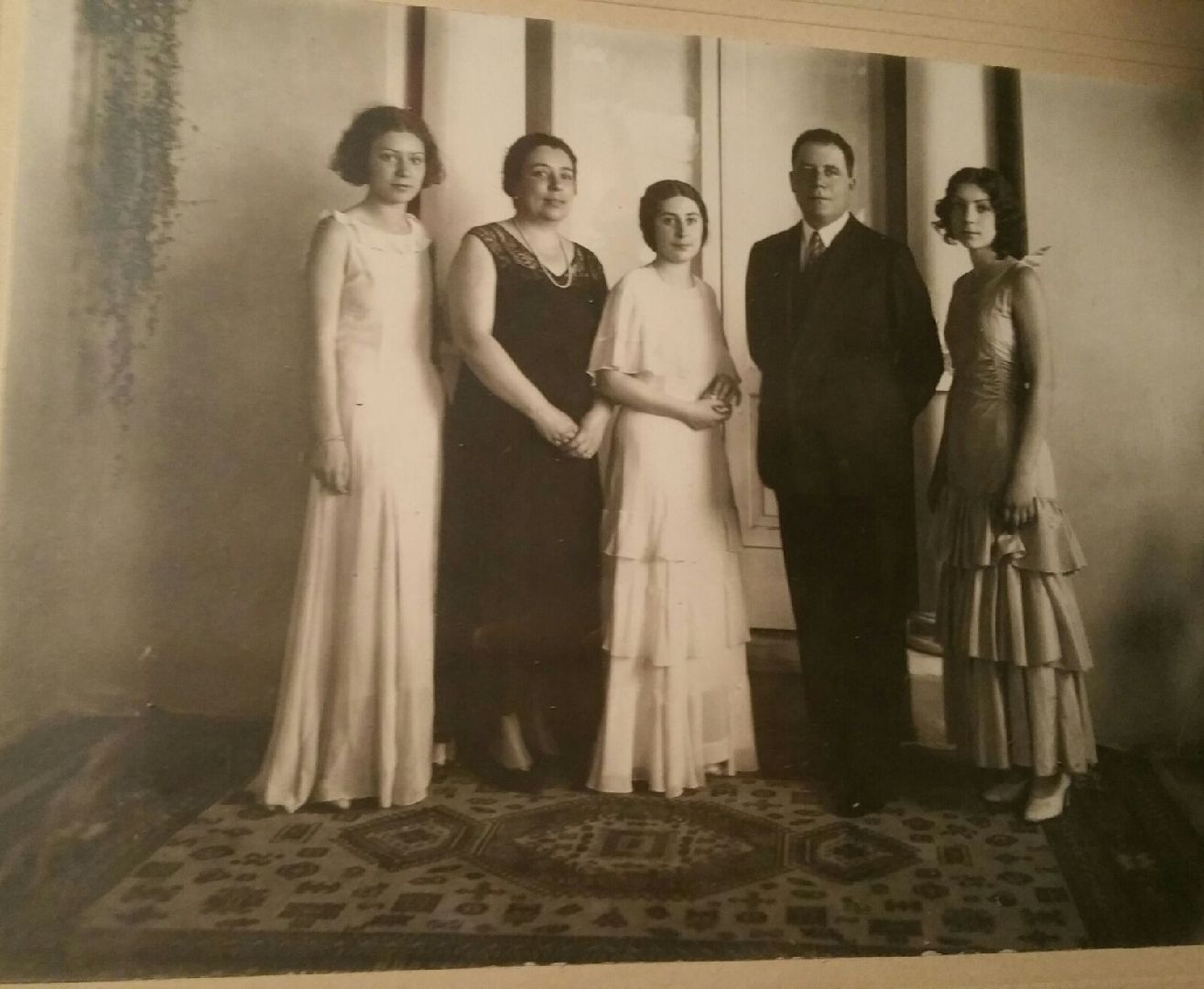
Famiglia di Angelo Delfino - Pescara - Inizio anni Trenta

Mentre progetta personalmente lo stabilimento e i prodotti, Angelo ispira direttamente anche il progetto per una villa, che si fa costruire sul lungomare di Pescara la quale insieme a poche altre (come Villa Marchegiani a via Leopoldo Muzii), sebbene internamente trasformata ad appartamenti, è ancora una delle più belle ville della città. 
Dalla seconda metà degli anni Venti e durante gli anni Trenta, lo stabilimento Puritas arriva ad occupare oltre trecento dipendenti (Colapietra 1980), ed esiste un ufficio commerciale a Milano; mentre non si trascura l'esportazione verso gli Stati Uniti, gestita dall'amico e rappresentante generale La Torraca. 
La marca Puritas è diffusa in tutta Italia presso i consumatori da una serie di iniziative promozionali e pubblicitarie nuove per i produttori di pasta, come le figurine e i concorsi a premio; quando il dirigibile Italia compie la sua famosa missione al polo Nord al comando del generale Nobile, a bordo gli uomini hanno confezioni di pasta Puritas pronta, conservata in speciali scatole ermetiche. La pubblicità della Puritas è realizzata da artisti di livello, che Angelo conosce e frequenta sia a Pescara sia nei suoi soggiorni milanesi. Tra gli artisti Italo De Sanctis, Giuseppe D'Albenzio e altri.

## Vita sociale
Meno attivo nell'amministrazione locale rispetto al noto cugino Celestino Delfino, tuttavia Angelo riveste la carica di membro della consulta municipale, accanto a personaggi vicini a Giacomo Acerbo, come lo zio di questi il barone De Pasquale (Colapietra 1980). In qualità di maggiore industriale pescarese Angelo è anche presidente del più importante circolo locale. Crea una squadra di calcio con il nome Puritas, che poi nel 1936 è rifondata come Pescara.
Nel frattempo le antiche tradizioni militari della famiglia sono rinnovate da un cugino di secondo grado di Angelo, il generale di brigata Enzo Delfino (Ofena 19.07.1910- Roma 28.03.2000), decorato al V.M., al quale Umberto II concede, nuovamente, il titolo di conte (trasmissibile maschio primogenito) il 24 maggio 1946. 
La villa di Angelo Delfino sul lungomare di Pescara dai primi anni Venti alla fine degli anni Trenta è un centro di raccolta della “buona società” alto borghese e aristocratica, di artisti e intellettuali: esponenti delle famiglie Bucco, de Landerset, Marchegiani, artisti come Italo De Sanctis e Francesco Paolo Michetti.
Angelo ama la vita sociale; ricordano le sorelle Delfino che quasi tutti i giorni Villa Delfino riceve ospiti. Oltre alle sale di rappresentanza, una sala della villa è adibita ad armeria per la caccia, una stanza è riservata a una piccola amica delle figlie di Angelo, una scimmietta, di nome Brush (nome inventato); un paio di cavalli sono ospitati nelle scuderie dietro la villa, vicino a queste “abitano” 6 o 7 cani da caccia. Le figlie di Angelo (che qualcuno chiamava scherzosamente “le americane”) vanno a cavallo e appena possono guidano le automobili, meravigliando i più conservatori.
Angelo è ricordato per le sue frequentazioni ad ampio raggio, legato più ad ambienti artistici che politici, persona di temperamento gioviale e non estremista; ha mantenuto i legami con gli Stati Uniti, con i parenti della moglie e anche attraverso l'amico La Torraca. Certamente ha deplorato profondamente la scelta dell'alleanza e poi della guerra a fianco della Germania, come del resto il suo amico Acerbo. Secondo la testimonianza della figlia Gertrude, Angelo, pur essendo di fatto un notabile locale vicino al regime, negli anni Trenta non si preoccupava di continuare talvolta ad invitare a casa qualche amico che era nell'elenco dei “sorvegliati” dalla polizia perché ex esponenti socialisti, socialdemocratici, repubblicani o liberali o del Grande Oriente d'Italia, che non avevano fatto atto d'omaggio al fascismo.

## La crisi della Puritas
La Fratelli Delfino sas, nonostante la bontà dei prodotti e il successo commerciale, cade in grave difficoltà tra il 1938 e il 1939, quando si produce una grave crisi di tesoreria, per avere Angelo continuato ad investire nello stabilimento e per aver voluto rapidamente liquidare in contanti e tutti insieme le quote dei fratelli, che avevano chiesto di “uscire” dall'impresa. L'aiuto dell'amico Giacomo Acerbo, che tra l'altro ha presentato ad Angelo i dirigenti dell'IRI, non vale a salvare il precipitare della situazione. Lo storico locale Raffaele Colapietra dà una sua versione della vicenda, sostenendo che Angelo Delfino, per una sua visione poco pragmatica, aveva troppo procrastinato la cessione dell'impresa ad altri industriali. Come sia, trattandosi di una sas dove Angelo aveva investito praticamente tutto il suo patrimonio, alla fine egli perde tutto, casa compresa, si salva solo il marchio Puritas che resta di proprietà di Angelo e la pensione quale dirigente d'azienda; egli si ritira in una sua piccola proprietà nella montagna vicino Capestrano, la tenuta “Raggio di Sole” - dove per altro nel dopo guerra inizia per primo ad importare tacchini americani - mentre la moglie Clelia resta a Roma con le figlie Bellalma e Gertrude (detta sempre Gè), ancora non sposate, che si sono appena laureate. La caduta è notevole e non è senza conseguenze emotive e sociali: tra chi resta loro amico si annoverano Giacomo Acerbo, la famiglia Sfredda, tra cui Emidio Sfredda, pochi amici a Milano e a Roma.

## Discendenza
La discendenza di Angelo continua attraverso le figlie Vera, sposata Luigi Marchegiani e Bellalma, sposata Marcello Pisa, e i loro figli.
La terza figlia Gertrude (Gè), nel 1946, ritorna negli Stati Uniti e, iniziando come semplice impiegata, diventa dirigente dell'IMI Istituto Mobiliare Italiano, sede di Washington, dalla fine degli anni Cinquanta e per tutti gli anni Sessanta e Settanta in stretto contatto con il presidente Stefano Siglienti.